# Huaorani
Cet article concerne le peuple huaorani. Pour la langue huaorani, voir Huaorani (langue).
Les Huaorani (ou Waorani) sont l’une des treize nationalités indigènes reconnues de l’Équateur.
Les Huaorani ont leur territoire situé dans la partie amazonienne de l’Équateur, dans les provinces de Napo, Orellana et Pastaza.
Ils sont encore souvent désignés par les populations d’autres régions par le terme péjoratif Aucas, nom d’origine quechua dont le sens est : « gens de la forêt, sauvages ».

## Population, démographie
On évalue l’importance de leur population entre 2 200 et 2 500  personnes. 
Leur territoire ancestral est évalué à 2 000 000 ha, de la rive droite du Río Napo à la rive gauche du Río Curaray, et comprend une partie du parc national Yasuni. Ils sont parvenus, jusqu’en 1958, à maintenir la défense de leur territoire et leur indépendance par des actions guerrières et une grande mobilité.
Depuis 1990, une parcelle de celui-ci, de 716 000 ha, a été légalisée par convention comme territoire de la nationalité Huaorani, territoire sur lequel ils ne possèdent cependant pas de titre de propriété.

## Origine
L'origine des Huaoranis est encore inconnue.
Leur langue, le huaorani, ne présente pas de similitude avec celle des autres populations de la région et aucun lien n’a pu être trouvé avec d’autres groupes linguistiques.
On pense qu’ils ont migré depuis une époque indéterminée de régions plus à l’est du bassin amazonien.

## Personnalités Huaoranis
- Nemonte Nenquimo (1986-...), militante écologiste
- Alicia Cahuiya, (~1970-...), militante écologiste et dirigeante